# Byki (village)
Pour les articles homonymes, voir Byki.
Byki est une localité polonaise de la gmina de Biała Rawska, située dans le powiat de Rawa Mazowiecka en voïvodie de Łódź.